# Харгана (Курумканський район)
Харгана (рос. Харгана) — улус Курумканського району, Бурятії Росії. Входить до складу Сільського поселення Барагхан.
Населення — 60 осіб (2015 рік).